# Skolmat i Sverige

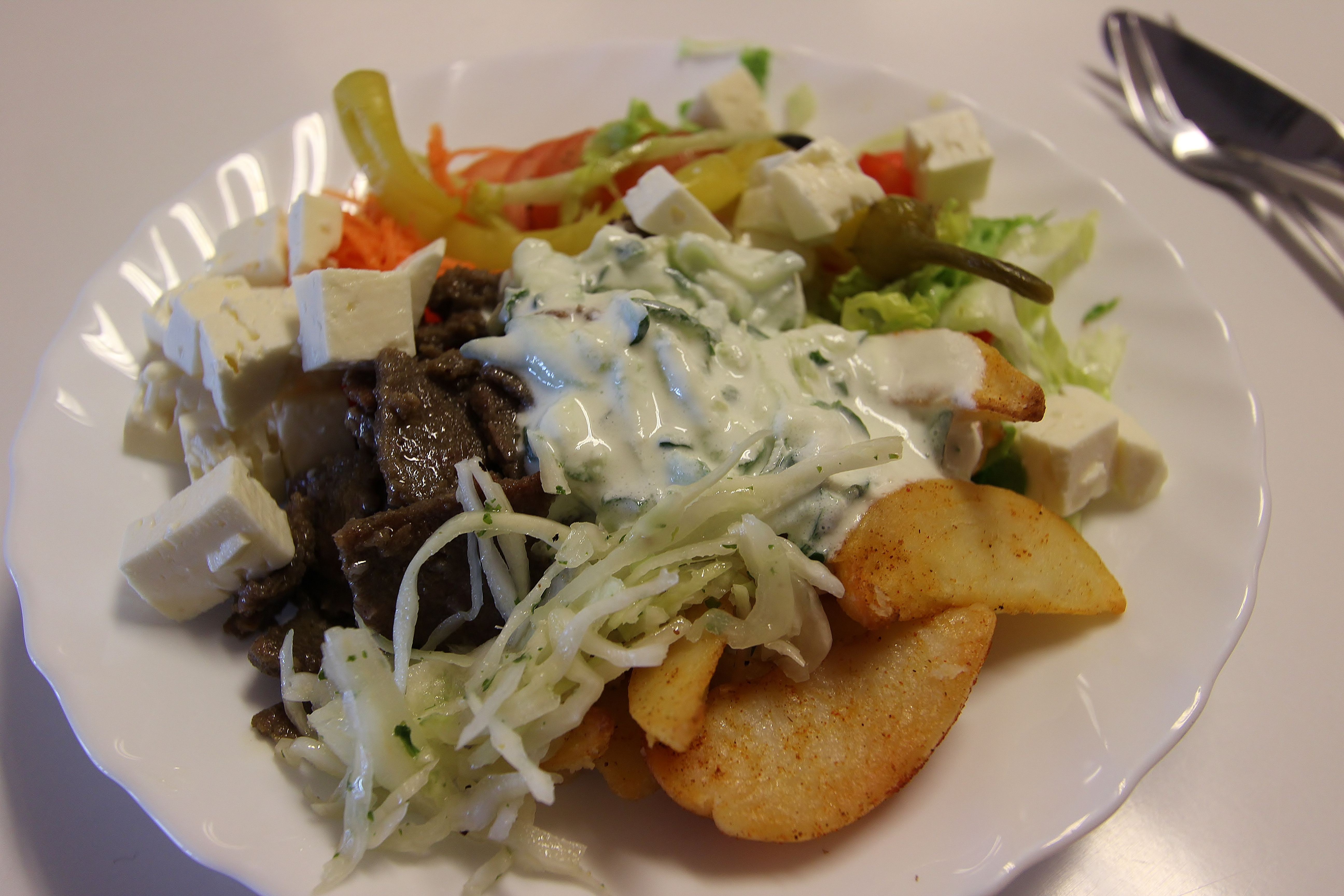
En skollunch, 2014.

Skolmat är den mat som skolor serverar elever och personal, vanligtvis i en skolmatsal. Skolmat för de fattiga eleverna i Sverige infördes på 1800-talet, en tid efter införandet av allmän skolplikt. Skolmat för andra infördes i många kommuner efter ett riksdagsbeslut 1945. Det dröjde till 1973 innan gratis skolmat serverades i alla grundskolor. Från och med den 1 juli 2011 ställs krav i skollagen på att måltiderna ska vara näringsriktiga. Även i många gymnasieskolor förekommer skolmat, men gymnasieskolan omfattas inte av kraven på att det ska serveras skolmat eller att den ska vara avgiftsfri. Efter att fritidshem flyttade in i skollokaler under 1990-talet, för att öka samverkan mellan skola och fritidshem, serverar många grundskolor frukost, lunch och mellanmål.

## Skolmatens syfte
För att skolbarn ska kunna prestera väl krävs näringsrik mat. Maten delas in i fyra grupper som är viktig för en näringsrik kost. Delarna är basmat, proteintillskott, vitamin- och mineraltillskott samt energitillskott. De fyra grupperna utgör tillsammans den mat som behövs för att kunna prestera väl, både i skolan och på fritiden. Av det totala energiintaget under en dag ska skollunchen stå för 25 till 35 procent. Tallriksmodellen används som grund för näringsrika måltider. Tallriksmodellen är indelad i tre delar: kolhydratrik mat, proteinrik mat samt frukt och grönt. Genom en näringsrik skollunch blir elever mätta, vilket leder till förbättrad skolprestation under hela dagen. År 2013 publicerade Livsmedelsverket en artikel och skrev att mätta elever koncentrerade sig bättre på lektionerna och att när eleverna var mätta så bidrog de till en lugnare klassrumsmiljö under eftermiddagen. Livsmedelsverket skrev också att hungriga elever har svårare att ta till sig kunskap.

## Historia

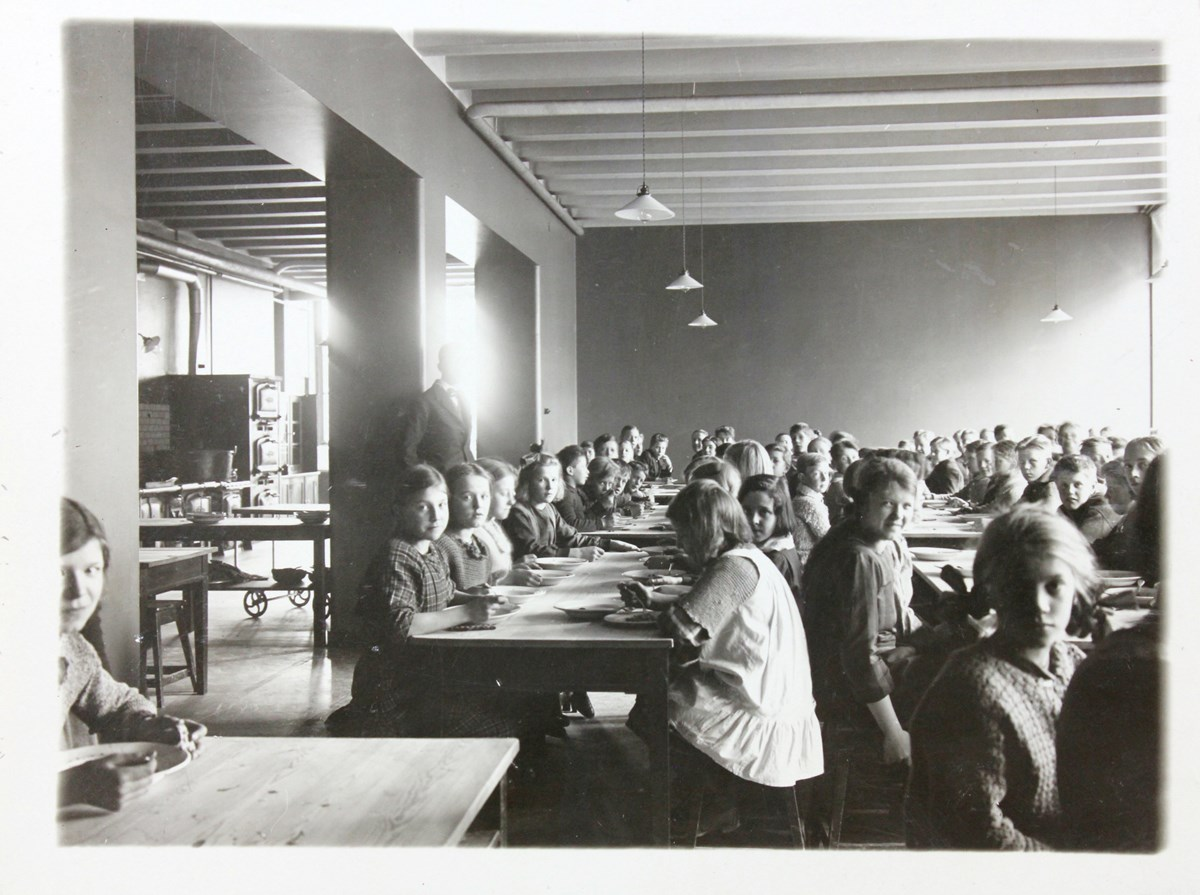
Skolmatsal i Högalids folkskola 1930.

Under 1800-talet när det beslutades att alla barn skulle gå i skolan tog de med sig egen mat att äta eller gick hem på raster för att äta. Dock kom många av barnen från fattiga familjer och hade inte råd med näringsrik mat och detta uppfattades som ett skäl de presterade sämre i skolan. På 1800-talet började mat serveras på skolor runt om i Sverige, skolmaten var dock inte tillgänglig för alla. Maten serverades främst åt dem som inte hade råd med egen mat, resterande fick ta med egen mat till skolan. Den mat som serverades till de allra fattigaste barnen var mest gröt eller soppa. I vissa fall skänktes det mat till skolorna från snälla invånare i byn. 
År 1937 kunde skolorna ge ut mat till de behövande genom att kommunerna kunde ta emot statsbidrag, då var det ungefär 13 procent av eleverna i Sverige som fick ta emot skolmat. 1945 fattade riksdagen ett beslut om att skolmaten skulle bli gratis i skolorna men det var upp till kommunerna ifall de skulle ordna mat åt eleverna. Staten bidrog med 50 öre/måltid. Beslutet gjorde det möjligt för de kommuner som ville erbjuda gratis skolmat till eleverna att få stöd från staten i form av pengar. Det fanns krav på den mat som skulle serveras i skolan, det skulle vara en varm måltid med ett glas mjölk, bröd och smör. Måltiden skulle komplettera maten som serverades i hemmet. Det var viktigt med god hygien när maten lagades i skolan, det var viktigt att händerna tvättades noggrant. Maten skulle serveras av skolpersonalen och vakter anställdes till matsalarna, en vakt per 100 elever anställdes. Eleverna skulle även ha gott bordsskick i matsalen, det skulle råda en relativ tystnad, detta skulle bidra till att barnen lärde sig goda matvanor och ett gott bordsskick. 1965 serverades mer än hälften av eleverna skolmat. Snabbast utvecklades det i skolorna i Stockholm och i norra Sverige. Allt fler skolor fick skolmatsalar och skolkök. Under 1950-talet kom de första frysta varorna till skolköken. I slutet av 1960-talet slutade staten bidra med pengar till skolmaten, ansvaret gick över till enbart kommunen att finansiera skolmaten. Det var inte förrän 1973 som det fanns gratis skollunch överallt i Sverige.

### Tidig historia
Skolmat förekom i olika former lokalt under slutet av 1800-talet. Enskilda skolor, kommuner eller organisationer (till exempel Röda Korset) kunde vara tidiga med att servera skolmat där man så ansåg att det behövdes. Det var dock först i början av 1900-talet som skolmat på allvar började diskuteras som en del av skolans ansvar. I takt med ökad snabb urbanisering och utökning av skolplikten kom lärare och skolläkare i kontakt med många av Sveriges unga. Man började då i högre grad oroa sig för näringsstandarden bland barnen och förslag på att skolorna kunde fylla en viktig roll för barnens utveckling genom att tillhandahålla ett ordentligt mål mat om dagen lades fram. Storstäderna och de norrländska kommunerna/skoldistrikten var tidiga med att tillhandahålla skolmat till eleverna i större skala.
Först under 1930-talet började skolmat diskuteras på allvar i Sverige. Arbetarrörelsens styrka och oron för det minskade antal nyfödda barn bidrog till att fler blev övertygade om att något borde göras. Befolkningskommissionen som leds av Gunnar Myrdal rekommenderar skolmat som en av många åtgärder i den statliga utredningen Betänkande i näringsfrågan (1938:6) som syftar till att minska kostnaden för flerbarnsfamiljer, höja näringsstandarden i befolkningen och indirekt uppmuntra till att fler skaffar barn. Från och med 1938 kan kommunerna/skoldistrikten söka statsbidrag för att anordna skolmat för sina elever. I början av 1940-talet har runt 13 procent av Sveriges grundskoleelever skolmat. Den stora förändringen kommer 1946 då regeringen lägger en proposition om att alla kommuner kommer att få statsbidrag om de bara uppfyller de krav som ställs i kungörelsen (1946:553). Statsbidragen är utformade så att de flesta kommuner får mer än 50 procent av sina direkta kostnader täckta. Det går också att söka statsbidrag för inventariekostnader i samband med att skolmat introduceras. Villkoren i kungörelsen innebär bland annat att alla elever i grundskolan oavsett behov ska få skolmat gratis.

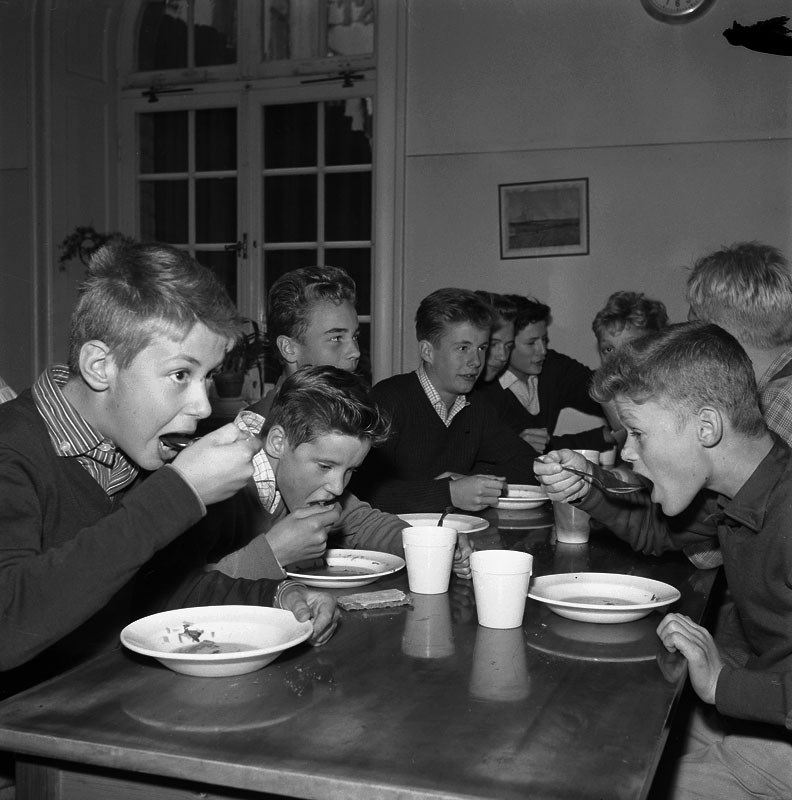
Klara Västra Kyrkogata 14-16, Klara folkskola, 1959. Pojkar i handelsrealskolans klass 1 C äter grönsakssoppa i skolmatsalen.

De följande åren börjar fler och fler kommuner med skolmat. I exempelvis Östergötlands län var dåvarande Kärna kommun tidigt ute med skolmat, vilket började serveras där år 1953. I Linköpings kommun i samma län kom avgiftsfri lunch att servas först år 1962. Det att Kärna kommun var tidigare än grannkommunen Linköping berodde på att kommunalpolitikern Olov Pilemalm, som hade utbildning för barn och ungdomar som hjärtefråga, drev frågan om skolmat i Kärna kommunfullmäktige. I andra delar av landet kom det att dröja ännu längre innan skolmat serverades. Mellan åren 1959 och 1969 ansluter sig totalt 265 kommuner till reformen med avgiftsfri skolmat.

#### Fredrik Ströms motion
Socialdemokraten Fredrik Ström lade fram en motion 1912 om att det behövdes större anslag för kostnadsfri skolmat under den rådande kristiden. Enligt den motion som Ström lade fram så fick enbart 2300 av 26000 skolbarn mat i skolan, cirka 900 fick mat genom donationer, resterande fick alltså ta med egen mat. Ström ville att fler barn skulle få mat i skolan, samt att de skulle få ett mål om dagen under vissa dagar på skolloven. Ström ville att skolorna i Stockholm skulle få mer pengar från staten för att kunna ge ut mer gratis mat till eleverna.
Ström skriver i sin motion:
”Redan under normala tider finns det i en stad af Stockholms storlek massor af familjer, där barnen aldrig fä äta sig mätta; särskilt i arbetarefamiljer med stora barnskaror är svälten ofta en daglig gäst. I våra dagar, då man från skilda läger, men framför allt från håll, där man säger sig särskilt värna om det nationella, hör predikas, hur viktigt det är, att landets befolkningssiffra icke går tillbaka, bör det vara så mycket angelägnare att värna om det uppväxande släktet.”

#### Ordning i matsalen 1947
1947 publicerade överlärarkollegiet ett förslag på ordningsbestämmelser i matsalen. Förslaget kom från Paul Andersson, Edstam och Sandén som var överlärare på kollegiet. Bespisningsvakterna i folkskolan ville ha ordning i skolmatsalarna, därför kom Överlärarkollegiet med ett förslag på regler som skulle gälla i matsalen.
1. "Det åligger överläraren att med hänsynstagande till nedan nämnda allmänna bestämmelser efter överläggning med bespisnings vakten och vederbörande kokerska dels lämna såväl vakten som bespisnings personalen så klara besked som möjligt i fråga om be heter i förhållandet till varandra och till eleverna, dels meddela föreskrifter i fråga vakthållning, servering, vädring och eventuellt andra hygieniska förhållanden."
2. "Finns det bespisnings vakt anställd så är det denna som ser till att eleverna uppför sig under måltiderna samt det är vakten som ska rapportera till kokerskan hur många elever som bor utanför Stockholm som åt av maten."
3. "Kokerskan ska vara närvarande i matsalen."
4. "För befrämjandet av ordningen under måltiderna bör god samverkar äga rum mellan bespisnings personalen och de vakthavande. Bespisning Personalen bör sålunda på allt sätt stödja de vakthavande 1 deras arbete med vakthållningen, och de vakthavande bör medverka till att bespisningspersonalens arbete kan försiggå utan störningar."
5. "För att ordning skall hållas bör en vakt per 100 elever anställas, om måltiden äger rum i flera olika lokaler bör det finnas en vakt i varje lokal."
6. "Om elever från andra skolor spisar i folkskolans lokaler bör samma regler gälla för dom, vaktning skall ske under samma omständigheter."
7. "Förhållningsregler för elever som skall följas:

- Relativ tystnad och bra bordsskick skall förekomma vid måltider.

- Eleverna får inte lämna lokalen förrän måltiden ätits upp, förutsatt att maten som serveras är av en mindre portion.

- Om eleven vid flera tillfällen utan giltigt skäl uteblir från bespisningen skall det anmälas till överläraren.

- Om en elev önskar att inte spisa i skolans matsal krävs ett meddelande från målsman som lämnas till klassläraren som sedan meddelar överlärare expeditionen.

- Elever som uppför sig störande kan avvisas till annan matplats, tilldelas en ny tid för sin måltid eller avvisas från sin måltid.

- Om elev inte lämnar in sina föreskrivna kuponger inom anbefalld tid, stängs eleven av från bespisningen tills kupongerna lämnats in."[15]

### Senare historia
Skolmat förekommer inom förskola, grundskola och ofta gymnasieskola. Enligt skollagen från 2010 är kommunerna skyldiga att servera avgiftsfri mat till elever i grundskolan (men inte i gymnasieskolan). För att kunna garantera en hög näringsmässig kvalitet på skolmaten fick Livsmedelsverket riksdagens uppdrag att till år 2007 ta fram riktlinjer för skolmat. Den 1 juli 2011 tillkom lagstadgat krav på att maten ska vara näringsriktig.
Stora skolor har som regel egna tillagningskök, medan små skolor i allmänhet inte har resurser att själva laga mat. Fryst eller färdiglagad mat transporteras då ut till skolorna, där enbart uppvärmning eller återuppvärmning sker. Även i tillagningsköken är bruket av halvfabrikat utbrett. En anställd i ett skolkök har den officiella benämningen skolmåltidsbiträde, men kallas vardagligt "mattant" eller "bambatant". De brukar använda särskilda arbetskläder, som inkluderar förkläde och kökssnibb.
Skolmaten serveras och äts vanligtvis i en skolmatsal. I Göteborgsområdet och trakten kring Kiruna förekommer "bamba" som benämning på skolmatsalen. Ordets etymologi är inte fastställd; enligt Institutet för språk och folkminnen kan ordet vara en reduktion av ordet barnbespisning.

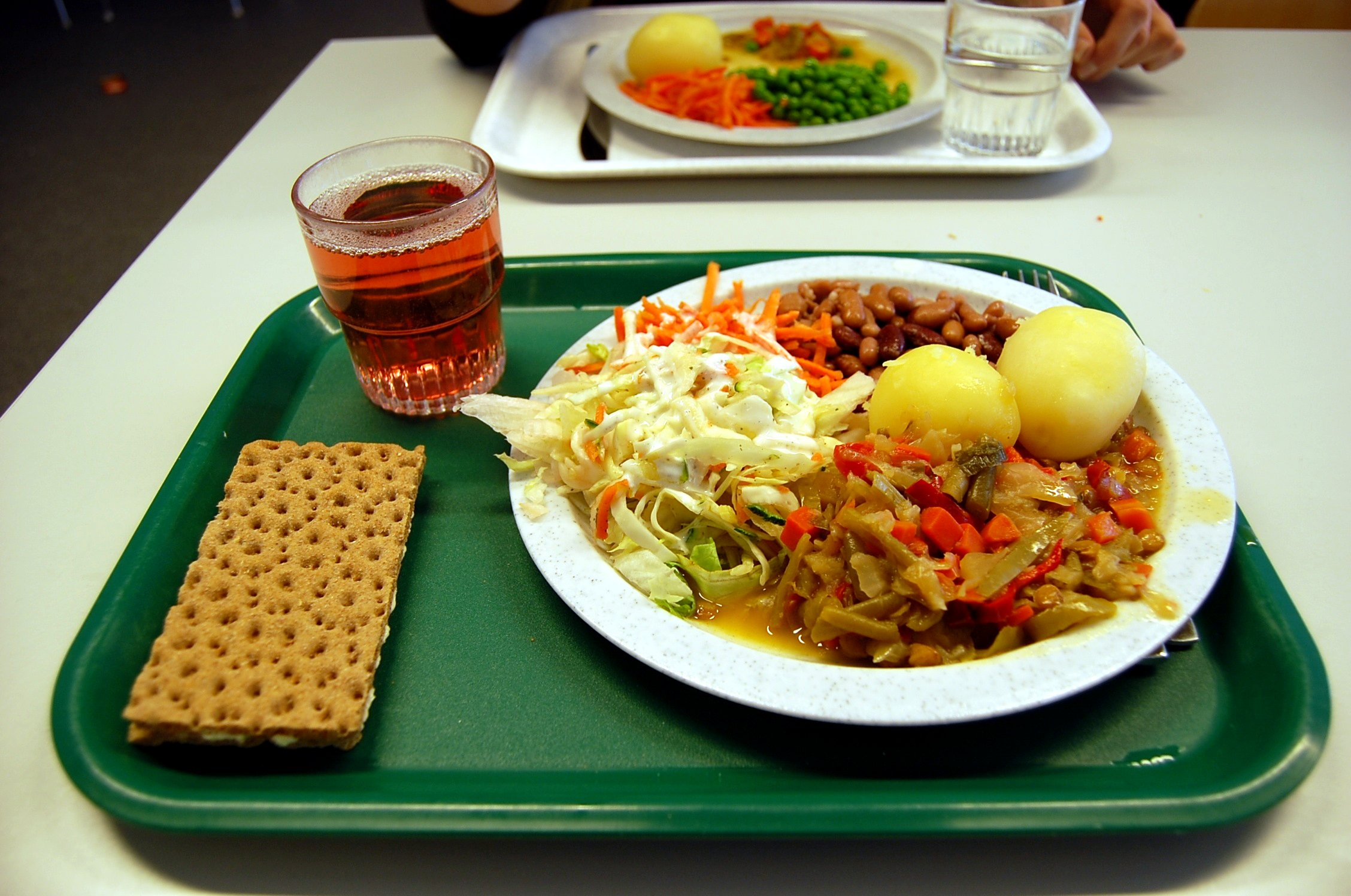
En vegetarisk skollunch 2008.

Fram till 1990-talet serverades i regel bara ett lunchalternativ i skolorna. Därefter blev det vanligare med en alternativ varmrätt och/eller filmjölk med flingor/müsli. Under 2000-talet serverar många skolor alltid minst två rätter, varav minst en vegetarisk rätt. År 2016 hade tre av fyra skolor minst två rätter att välja bland, två av tre skolor serverade minst ett vegetariskt alternativ om dagen och nästan alla skolor hade en salladsbuffé.

## Ekonomi
År 1937 bidrog staten livsmedelsförsörjningen i skolan för första gången. Ett antal skoldistrikt ute på landsbygden fick dela på en summa på 200 000 kronor. Beloppet växte årligen därefter. Mellan 1942 och 1943 ökade budgeten med en miljon kronor och tre år senare var bidraget tre miljoner. Anledningen till den stora ökningen var bland annat att Sverige också upplevde en svår ekonomisk situation under andra världskriget och behovet av ökad matförsörjning var stort. Det var länsstyrelserna som beslöt vilka skoldistrikt som skulle få bidrag och hur mycket varje skulle få. Både kommunens behov av statsbidrag och elevernas behov av bespisning skulle bedömas, och man tog hänsyn till följande faktorer: skattetryck i kommunen, arbetslöshet i kommunen, antalet barnrika familjer med särskilt låg inkomst och antalet barn med långa skolvägar eller annan jämförbar omständighet. Under 1970-talet fortsatte utvecklingen i både samhället och skolans måltider. Årtiondet kännetecknas av stor urbanisering. 1970-talet kännetecknas också av en kraftig ökning av andelen arbetande kvinnor samtidigt som en kraftig ökning av lönerna för skolmatsals personal i kombination med en måttlig höjning av livsmedelspriserna och livsmedelsindustrin, vilket resulterade i att själv beredningen blev dyrare än att använda olika förarbetade produkter. De skolkök som byggdes på 1970-talet var små och sparsamt utrustade.

## Exempel på matsedlar

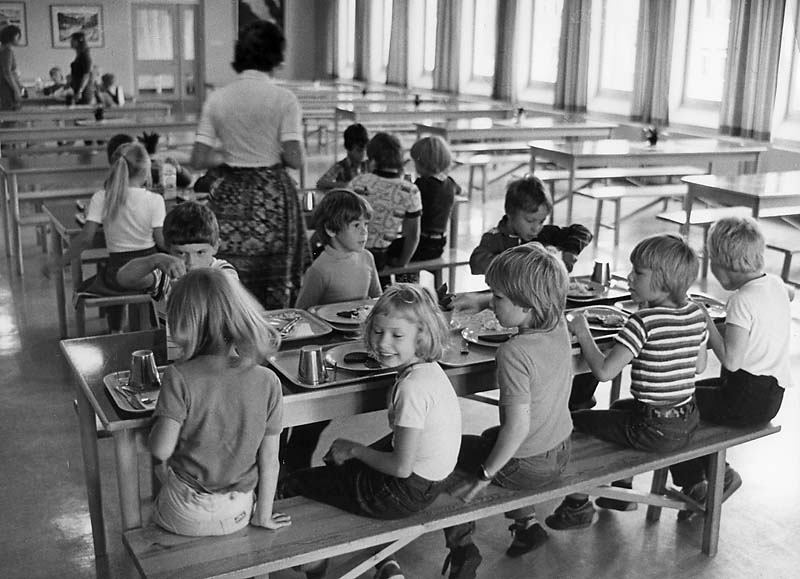
Skolmåltid i Sorsele i slutet av 1970-talet.

Delvis hämtade från Stockholmskällan.

### Matsedel år 1930
| 1930    |                                                             |
| ------- | ----------------------------------------------------------- |
| Måndag  | Fruktsoppa, smör, bröd och ost                              |
| Tisdag  | Leverstuvning med bröd och mjölk                            |
| Onsdag  | Fisk (stekt eller kokt), mjölk, smör och bröd               |
| Torsdag | Ärtsoppa med bröd och mjölk                                 |
| Fredag  | Grahamsgröt med fruktmos eller socker, mjölk, smör och bröd |
| Lördag  | Risgrynsvälling med russin, smör, bröd och ost              |

### Matsedel år 1940
| 1940    |                                                 |
| ------- | ----------------------------------------------- |
| Måndag  | Bräckt korv med stuvning av vitkål och potatis  |
| Tisdag  | Köttfärs eller köttbullar med stuvade makaroner |
| Onsdag  | Sillpudding                                     |
| Torsdag | Kålsoppa med potatis, rotsaker och fläsk        |
| Fredag  | Fläskpannkaka med morotsstrimlor och lingonsylt |
| Lördag  | Blodpudding med lingonsylt                      |

### Matsedlar 1956 och framåt
| 1956    |                                             |
| ------- | ------------------------------------------- |
| Måndag  | Risgrynsgröt med mjölk och grovt bröd.      |
| Tisdag  | Köttbullar, sås, potatis och råsallad.      |
| Onsdag  | Stekta fiskbullar med potatis.              |
| Torsdag | Griljerad fläskkorv med sås och potatis.    |
| Fredag  | Pölsa.                                      |
| Lördag  | Plommonkräm med mjölk och rågbulle med ost. |

| 1966    |                                                    |
| ------- | -------------------------------------------------- |
| Måndag  | Blodkorv med lingon och glass till efterrätt.      |
| Tisdag  | Stekt fläsk med bruna bönor och en halv apelsin.   |
| Onsdag  | Stekta fiskpanetter med stuvad spenat och potatis. |
| Torsdag | Rotmos med köttkorv och senap.                     |
| Fredag  | Kalvkött med dillsås, potatis och tomat.           |
| Lördag  | Fruktris med mjölk och frukostfranska.             |

| 1974    |                                                                |
| ------- | -------------------------------------------------------------- |
| Måndag  | Köttfärssås med spaghetti, äppeljuice.                         |
| Tisdag  | Grillat kycklinglår med sås, ris, isbergssallat med gurka.     |
| Onsdag  | Stekt strömmingsflundra med potatismos och rivna morötter.     |
| Torsdag | Ärtsoppa med fläsktärningar och senap, grov smörgås och äpple. |
| Fredag  | Korv Stroganoff med ris och råkostsallad.                      |

| 1985    |                                             |
| ------- | ------------------------------------------- |
| Måndag  | Oxjärpar med sås och potatis, råkost.       |
| Tisdag  | Chili con carne med ris.                    |
| Onsdag  | Ugnsstekt fisk med mandeltäcke och potatis. |
| Torsdag | Moussaka och pizzasallad.                   |
| Fredag  | Chop suey med ris.                          |

| 1996    |                                   |
| ------- | --------------------------------- |
| Måndag  | Små potatisbullar, alt. filmjölk. |
| Tisdag  | Bakad potatis med tillbehör.      |
| Onsdag  | Himmelsk köttfärsröra.            |
| Torsdag | Fransk dragonfisk.                |
| Fredag  | Orientalisk köttgryta.            |

| Måndag  | Kyckling Tikka Masala med ris                                                  | Smörbönsgryta med ris                            |
| Tisdag  | Stekt sillflundra/sej pannett med potatismos och kall citron- & honungsyoghurt | Spaghetti med quornfärssås                       |
| Onsdag  | Spaghetti och köttfärssås                                                      | Broccoli- & fetaostgratäng med kokt potatis      |
| Torsdag | Fusilli pasta med skink- & ostsås och röd linssallad                           | Tomat- & linsgratinerad selleri med kokt potatis |
| Fredag  | Potatis- & purjolökssoppa, med fullkornsbröd och leverpastej/linspastej        | Bulgur med rostade kikärter och fetaostcreme     |

## Lagar och föreskrifter
I den nya skollagen har rätten till kostnadsfria skolluncher för elever i de obligatoriska skolformerna kompletterats med ett krav på att måltiderna ska vara näringsriktiga (Skollag 2010:800; 10 kap. Grundskolan, 11 kap. Anpassade grundskolan 12 kap. Specialskolan 13 kap. Sameskolan). Nya lagkravet tillämpas den 1 juli 2011 och gäller offentliga som fristående skolor. Den tillsynsansvariga myndigheten är Skolinspektionen. Skollagen innehåller ingen precisering av begreppet ”näringsriktig”. Regeringen har betonat att de svenska näringsrekommendationerna ska vara en utgångspunkt av vad som är en näringsriktig måltid samt att ”…det kan anses som en del av läroplanens intentioner att eleverna får tillgång till varierad och näringsriktig mat och äta lunch tillsammans med andra elever och vuxna”

## Kritik, begränsningar och förslag till förbättringar
Skolmaten ibland haft rykte om sig att vara osmaklig och näringsfattig. En del menar att en orsak är den begränsade budget skolorna har per elev, medan andra talar om att det inte har någon större betydelse och att det går att laga nyttig skolmat som smakar bra utan att maten behöver bli speciellt mycket dyrare.
Förslag som presenterats för att höja kvalitén på skolmaten och inställningen till den är att maten tillagas från grunden i skolan, att råvarorna håller hög kvalitet och helst är närproducerade (med hänsyn till exempelvis miljöpåverkan), elevinflytande, engagerad skolmåltidspersonal samt lugn och trygg miljö i skolmatsalen. Detta togs bland annat upp i programmet Matakuten som sändes i TV4 hösten 2008. I programmet framkom att upphandlingar förhindrar kommunens möjligheter till att beställa från olika leverantörer, något som kan begränsa tillgången till råvaror. Upphandlingarna ger möjlighet till beställningar av giftfri och glutenfri mat men medför att det inte kan ställas krav på att maten ska vara lokalt odlad, eftersom det diskriminerar företag som ligger längre bort. Offentliga upphandlingar bygger på EU-direktiv och det är svårt att snabbt få till en förändring. En annan begränsning som uppmärksammades i TV-programmet var att främst mindre skolor inte hade måltidskök som var utformade för tillagning av skolmat, utan endast hade uppvärmningsmöjlighet. Personalen nämnde även stress i arbetet som ett problem, något som antogs kunna minskas genom att personalen börjar arbeta tidigare på morgonen. För att öka elevernas inflytande fick eleverna bland annat ge förslag på maträtter och hjälpa till i skolköket.